# Onesia fulvipennis
Onesia fulvipennis är en tvåvingeart som först beskrevs av Macquart 1834.  Onesia fulvipennis ingår i släktet Onesia och familjen spyflugor.
Artens utbredningsområde är Frankrike. Inga underarter finns listade i Catalogue of Life.